# Évariste Lévi-Provençal
Évariste Lévi-Provençal (Algeri, 1894 – Parigi, 27 marzo 1956) è stato un arabista, islamista e storico francese.

## Origini
Évariste Lévi-Provençal era d'origine ebraica. I Lévi-Provençal provenivano da Algeri, all'epoca della cosiddetta Algeria francese, ma la famiglia era originaria del sud della Francia, della Provenza (o come spesso preferiscono dire i francesi, il Midi,) che la famiglia lasciò alla fine del XV secolo (verso il 1480): dopo un lungo soggiorno in Italia i Lévi-Provençal si stabilirono nel Maghreb, forse verso l'anno 1600. Nel XIX secolo li si ritrova ad Algeri.

## Lo studioso
Évariste Lévi-Provençal, considerato come il capofila dell'islamistica storica francese, divenne Direttore dell'« Institut d'études islamiques » d'Algeri. Specialista della Spagna musulmana, le sue ricerche e le sue scoperte completano il quadro delle conoscenze orientalistiche del paese musulmano di al-Andalus in età medievale.
Diresse anche la rivista Cahiers de l'Orient Contemporain, edito dal Centre d'Etude de l'Orient Contemporain de l'Institut d'Etudes Islamiques de l'Università di Parigi, che aveva adottato la medesima fortunata formula della rivista italiana Oriente Moderno.

## Opere scelte
- L'Espagne musulmane au Xe siècle. Institutions et vie sociale, Parigi, Maisonneuve & Larose, 1932
- Séville musulmane au début du XIIe siècle. Le traité d'Ibn ʿAbdūn sur la vie urbaine et les corps de métiers, Parigi, Maisonneuve & Larose, 1947
- Histoire de l'Espagne musulmane, 3 voll., Parigi, Maisonneuve & Larose, 1950
  - Tomo I: La Conquête et l'Émirat hispano-umaiyade (710-912)
  - Tomo II: Le Califat umaiyade de Cordoue
  - Tomo III:  Le Siècle du califat de Cordoue